# Congrès de Tours
Pour les articles homonymes, voir Congrès (homonymie).
Le congrès de Tours est le 18e congrès national de la Section française de l'Internationale ouvrière (SFIO, futur Parti socialiste). Il se tint dans la salle du Manège jouxtant l'ancienne abbaye Saint-Julien de Tours (Indre-et-Loire) du 25 au 30 décembre 1920.
Au cours de ce congrès, fut créée la Section française de l'Internationale communiste (SFIC, futur Parti communiste français — PCF). Il a constitué un événement majeur dans l'histoire de la gauche française et a longtemps marqué sa structuration.

## Contexte
L'unité de la SFIO s'est décomposée en raison de l'attitude à adopter face au conflit de la Première Guerre mondiale (1914-1918). À la déclaration de guerre, la quasi-totalité des socialistes rejoint l'Union sacrée, quelques-uns participant directement aux gouvernements (Marcel Sembat, Jules Guesde, Albert Thomas). L'idée répandue est que la guerre sera courte et que la parenthèse patriotique sera rapidement refermée. Mais la guerre s'installe dans la durée, et dès 1914, les partisans du pacifisme, tels les syndicalistes révolutionnaires regroupés autour de la revue La Vie ouvrière animée par Pierre Monatte commencent à contester le bien-fondé de l'Union sacrée. Même si le Congrès de décembre 1915 se prononce pour la poursuite de l'effort de guerre à une large majorité, les tendances pacifistes appelées Minorité de guerre et zimmerwaldienne ne vont cesser de progresser. La Commission administrative permanente (CAP) élue au congrès de décembre 1916 ne compte plus que 13 majoritaires contre 11 minoritaires. La révolution russe en 1917 et le traité de Brest-Litovsk sont suivis avec sympathie par les socialistes français. Au congrès d'octobre 1918, la motion internationaliste de Jean Longuet l'emporte, et les minoritaires dominent désormais la CAP.
Les années 1919 et 1920 marquent un développement important du mouvement ouvrier. Dès mars 1919, des grèves démarrent dans les mines, le textile, les chemins de fer et dans les banques. La répression de ces grèves tournantes de la CGT a été marquée par le licenciement de 18 000 métallurgistes, ce qui met à mal le syndicalisme révolutionnaire mais aboutit à l'obtention de la journée de huit heures. Ces événements provoquent de fortes pressions sur la SFIO, où deux franges s'affrontent : les « zimmerwaldiens » et les réformistes.
Au congrès extraordinaire d'avril 1919, Léon Blum justifie l'existence de tendances diverses, mais conclut par un appel à l'unité. L'épreuve des élections législatives de novembre 1919 constitue un échec pour le parti qui perd le tiers de ses députés, bien qu'il ait obtenu plus de suffrages qu'au précédent scrutin. En février 1920, au congrès de Strasbourg, les adhérents acceptent à 92 % le retrait de la SFIO de la Deuxième Internationale, discréditée par son manque de fermeté à s'opposer à la guerre. Il est décidé aussi d'envoyer une délégation à Moscou pour examiner les conditions d'un rattachement à la Troisième Internationale. Les délégués sont Frossard et Cachin.
Pour le congrès suivant, la ville de Tours fut choisie comme terrain neutre près de Paris car les militants les plus hésitants avaient peur d'être submergés par les partisans de l'adhésion à la IIIe Internationale communiste majoritaires dans la fédération de la Seine.

## Préparation du Congrès
Arrivés à Moscou en juin 1920, les deux délégués subissent une opération de séduction avant d'être invités à assister en juillet aux travaux du deuxième congrès du Komintern, comme observateurs, tandis que les révolutionnaires Alfred Rosmer et Marcel Ollivier, déjà membres de la IIIe Internationale, y participent comme délégués. De retour en France, Frossard et Cachin vont se rallier à la motion d'adhésion du Comité de la 3e Internationale dirigé par Fernand Loriot et Boris Souvarine. Il y aurait un malentendu concernant les fameuses conditions d'admission. Ces conditions s'élevaient à 9 lors du voyage à Moscou ; elles sont portées à 21 en août après le départ des deux délégués français. Ces conditions, principalement rédigées par Lénine, sont des règles de conduites aux partis communistes qui imposent un mode de fonctionnement autoritaire, excluant tous les réformistes et s'engageant à un soutien sans faille envers Moscou pour la révolution prolétarienne mondiale,[source insuffisante].
Depuis mai 1919, une fraction active autour de Boris Souvarine et Fernand Loriot est favorable à l'adhésion et s'est organisée en Comité de la Troisième internationale. Elle regroupe les suffrages de plus du tiers des adhérents socialistes en février 1920, dispose de fonds fournis par les bolchéviks et d'un organe propre Bulletin communiste. Y participent des syndicalistes révolutionnaires non membres de parti, tel Pierre Monatte. C'est le noyau dur qui prône l'adhésion, dont l'un des plus ardents partisans est Raymond Lefebvre. Ce dernier ne pourra cependant assister au congrès, car il disparaîtra quelques semaines avant, à l'issue de son séjour en Russie.

## Déroulement du congrès

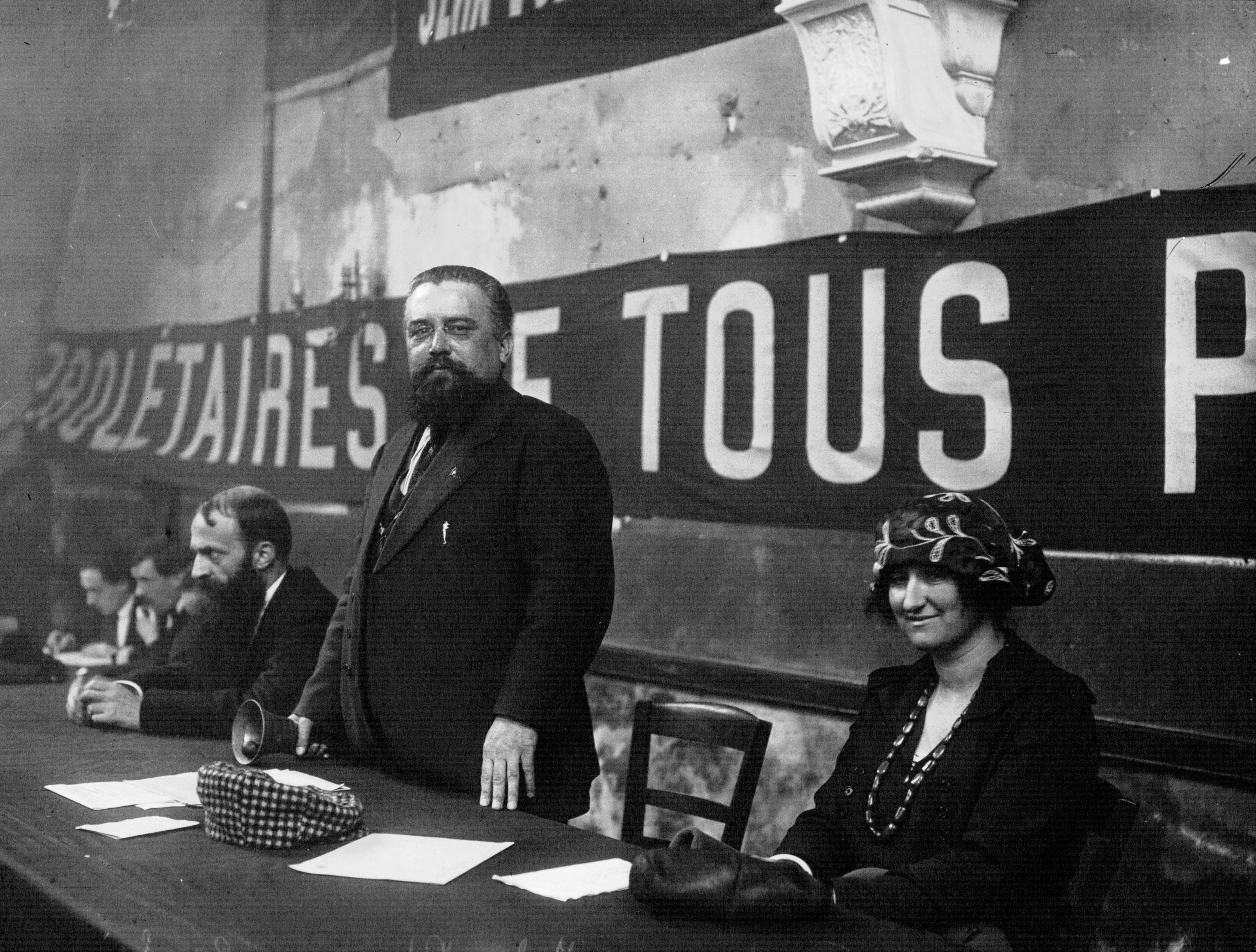
Dominique Paoli, Jules Blanc et Yvonne Sadoul, au Congrès de Tours.
Agence Meurisse, Paris, BnF, département des estampes et de la photographie, 1920.

Durant le congrès, la SFIO se divisa en trois camps :
- Le premier, largement majoritaire, le plus à gauche de la SFIO, rassemble les partisans de l'adhésion à la IIIe Internationale communiste (qui ne partageaient cependant pas toutes les 21 conditions des bolchéviks, qui de fait ne furent pas votées lors du congrès). Il s'agit surtout des plus jeunes dirigeants du parti soutenus par un très grand nombre de membres, d'une part les animateurs du Comité de la troisième Internationale (« zimmerwaldiens »), (Fernand Loriot, Charles Rappoport, Boris Souvarine), d’autre part des anciens des courants socialistes de droite ou du centre (Marcel Cachin et Ludovic-Oscar Frossard). Ce camp révolutionnaire, pacifiste et désirant que le parti soit dirigé par des élites socialistes issues du monde ouvrier et non de la bourgeoisie intellectuelle, obtient les trois quarts des votes[12].
- Le deuxième camp au centre, pacifistes menés par une minorité acceptant l'adhésion (Jean Longuet et Paul Faure), mais seulement sous de nombreuses conditions : par exemple ils contestent l'article 17 qui mentionne que le parti doit respecter les directives centrales de la IIIe Internationale (c'est-à-dire qu'ils ne sont plus libres de leur politique) et l'article 21 qui met en place la révolution par une insurrection (révolution « blanquiste » des bolcheviks).
- Le troisième camp, mené par Léon Blum, Jules Guesde, Albert Thomas refusait totalement l'adhésion (on y trouvait entre autres la droite des « guesdistes » et la droite des « reconstructeurs »). Ce camp avait soutenu les gouvernements français entre 1914 et 1918, le vote des crédits de guerre, il souhaitait rester au sein de la IIe Internationale.

En réalité, les jeux sont faits car les délégués ont un mandat impératif et les grandes fédérations telles la Seine (un quart des délégués), le Nord et le Pas-de-Calais ont voté majoritairement pour l'adhésion.
Les débats sont houleux[source insuffisante]. Le matin du 28, un message de Zinoviev soutient la motion « des camarades Loriot, Monatte, Souvarine, Cachin, Frossard et autres » et dénonce le réformisme des autres. Longuet s'élève contre cette ingérence en lançant : « Le socialisme de Jaurès ne peut aller à Moscou la corde au cou et la tête couverte de cendres ». L'arrivée de Clara Zetkin, envoyée de l'Internationale communiste et fondatrice de l’Internationale socialiste des femmes, au beau milieu du discours du secrétaire général Frossard, fait office de coup de théâtre, alors qu'elle est interdite de séjour par le gouvernement français, ce qui l'a contrainte à voyager clandestinement : à la tribune, elle reprend la rhétorique des bolchéviques contre les opportunistes, défend l’avènement d’un « parti centralisé et fortement discipliné », et se voit fortement applaudie. Sa présence serait en partie décisive sur l'issue du congrès, moins par son discours que par son action lors de réunions en marge du congrès. Aussi bien Zinoviev que Zetkin ont pesé sur la décision d'exclure Longuet, jugé opportuniste par Lénine malgré son appartenance à la minorité de guerre et le fait qu'il soit le petit-fils de Karl Marx.
La motion présentée par le camp de Léon Blum, intitulée « Motion pour l'unité internationale », est retirée du vote par ses auteurs, si bien que la scission en deux sections est inévitable : d'une part la « Section française de l'Internationale communiste » (SFIC, futur Parti communiste), majoritaire à Tours (3208 voix), formée du premier camp et rassemblant la majorité des militants, et d'autre part la SFIO, minoritaire (1022 voix), regroupant les deux autres camps, et représentant la majorité des élus.
La motion Paul Mistral sur le refus de s'engager dans la voie des exclusions réclamées par Zinoviev est repoussée le lendemain 30 par 3247 voix contre 1398.
Les minoritaires quittent alors le congrès avant son achèvement, laissant la salle à la majorité communiste.

## Élections des instances nationales
Le Congrès s'achève par l'élection du Comité directeur du nouveau parti SFIC, qui comprend 24 titulaires : Alexandre Blanc, Joseph Boyet, René Bureau, Cartier, Marcel Cachin, Antonio Coen, Amédée Dunois, Eugène Dondicol, Albert Fournier, Ludovic-Oscar Frossard, Henri Gourdeaux, Ker (Antoine Keim), Georges Lévy, Fernand Loriot, Lucie Leiciague, Paul-Louis, Victor Méric, Charles Rappoport, Daniel Renoult, Louis Sellier, Georges Servantier, Boris Souvarine, Albert Treint, Paul Vaillant-Couturier ; ainsi que 8 suppléants : Emile Bestel, Marthe Bigot, Jules Hattenberger, Paul Laloyau, Pierre Mercier, Marthe Pichorel, Henri Palicot, Henri Rebersat.
Parmi les 24 membres titulaires, 13 quitteront ou seront exclus du parti par la suite.

## Conséquences
Les communistes conservent la direction de l'Humanité, les socialistes celle du Populaire.$
La SFIO socialiste plaça alors à sa tête Paul Faure.
Cette scission fut suivie par celle de la CGT en 1921, avec la formation de la Confédération générale du travail unitaire (CGTU), de tendance révolutionnaire (communistes et libertaires).

## Déclarations marquantes

### Déclaration de Léon Blum au cours du Congrès
Discours de Léon Blum Lundi 27 décembre 1920

### Documentaire
- « Congrès de Tours. 1920 : la naissance des deux gauches », Public Sénat, 2020.